# أم الخنازير
جزيرة أم الخنازير أو جزيرة الأعراس تقع في وسط نهر دجلة في بغداد شمالي حي الجادرية والكرادة وجنوب حي القادسية وكرادة مريم، ويقدر طولها بحوالي 2.5 كم وتتراوح مساحتها بين 600-550 دونم، وهي تتبع منطقة الكرادة الشرقية، ولها رقم محلة 917.

## تاريخها
قال عباس فاضل السعدي في مقالته (تسميات محلات الكرادة الشرقية) "وتواجه الجادرية جزيرة ( أم الخنازير ) التي تبلغ مساحتها 660 دونما وقد استغلها البكريون بعد هجرتهم الى بغداد في تربية الجاموس وسميت بجزيرة الكرادة ، وتغير اسمها الى أم الخنازير في اواخر العشرينيات من القرن الماضي لكثرة خنازيرها.